# Thagastea
Thagastea is een geslacht van uitgestorven zee-egels uit de familie Fibulariidae.

## Soorten
- Thagastea wetterlei Pomel, 1888